# Salwa Gaber
Pour les articles homonymes, voir Gaber.
Salwa Gaber (en arabe : سلوى جابر), née le 14 juin 1996, est une escrimeuse égyptienne.

## Carrière
Aux Championnats d'Afrique d'escrime 2015 au Caire, Salwa Gaber est médaillée de bronze en épée par équipes. Elle est ensuite médaillée d'or par épée par équipes aux Championnats d'Afrique d'escrime 2016 à Alger.
Aux Championnats d'Afrique d'escrime 2017 au Caire, elle est médaillée d'argent en épée individuelle et en épée par équipes. Elle est ensuite médaillée d'or en épée par équipes aux Championnats d'Afrique 2018 à Tunis et aux Championnats d'Afrique 2019 à Bamako.

## Famille
Elle est la sœur de l'escrimeuse Shirwit Gaber.